# Rynhacz (wieś)
Rynhacz (ukr. Рингач) – wieś na Ukrainie, w obwodzie czerniowieckim, w rejonie nowosielickim